# Misagh-1
Le Misagh-1 est un système de missile Sol-Air portatif à très courte portée iranien.

## Histoire
Il a été développé par le complexe industriel Shahid Kazemi, à Téhéran, et dispose d'un auto-directeur passif à infrarouge lui conférant une capacité « tous-aspects ». Il est dérivé du missile chinois QW-1 Vanguard.
Il a été remplacé, au sein des Forces armées iraniennes par le système plus récent « Misagh-2 », qui permet désormais aux militaires iraniens de se détacher des besoins alors réguliers en missiles chinois. Le missile aurait été vu sur un drone expérimental iranien H-110 le 18 avril 2013, lors de la parade organisée pour la journée de l'armée, sans qu'il soit réellement possible de savoir s'il s'agissait d'un Misagh-1 ou 2.

## Utilisateur
- Forces armées iraniennes : à l'heure actuelle, aucun autre utilisateur de ce système n'a été recensé.